# Erik Nilsson
Erik Nilsson (n. 6 de agosto de 1916 en Limhamn, Escania, Suecia - f. 9 de septiembre de 1995 en Höllviken, Escania, Suecia) fue un futbolista sueco internacional. Jugaba de defensa izquierdo

## Trayectoria profesional
Sus primeros pasos como futbolista los dio en el Limhans IF en 1933 a los 17 años, hasta que en 1934 fue fichado por el Malmö FF donde fue parte indispensable del equipo que consiguió varios títulos durante sus casi 20 años de carrera, sobre todo destacó en el torneo 1949-1951 donde el Malmo no perdió ninguno de los 49 partidos que jugó en esas 2 temporadas, jugaría durante toda su carrera deportiva en el Malmo hasta 1953.
A lo largo de su carrera ha ganado cinco ligas y copas de Suecia.

### Clubes como jugador
| Club        | País   | Año         | Partidos | Goles |
| ----------- | ------ | ----------- | -------- | ----- |
| Limhamns IF | Suecia | 1933        | N/A      | N/A   |
| Malmö FF    | Suecia | 1934 - 1956 | 600      | 4     |

### Selección internacional
Como internacional ha jugado en 57 ocasiones con la selección sueca, incluido partidos internacionales. 
Fue uno de los seleccionados para representar a su país en el Mundial de Francia '38 donde quedó cuarto. En 1948 fue campeón olímpico tras conseguir la medalla de oro en la mejor actuación de Suecia tras derrotar 3–1 a Yugoslavia. 
Dos años después volvería a ser llamado para el Mundial de Brasil '50 (el primer mundial tras la II Guerra Mundial) donde terminaron en tercer lugar. Aquel mismo año fue seleccionado como el Mejor Jugador del Mundial. 
En 1952 volvió a alzarse con el bronce en los Juegos Olímpicos de Helsinki tras derrotar al combinado nacional de la RFA por 2-0.
| Selección                     | País   | PJ | GL | Periodo     |
| ----------------------------- | ------ | -- | -- | ----------- |
| Selección de fútbol de Suecia | Suecia | 57 | 0  | 1938 - 1952 |

### Participaciones enCopa Mundial de Fútbol
| Mundial                        | Sede    | Resultado     | Partidos | Goles |
| ------------------------------ | ------- | ------------- | -------- | ----- |
| Copa Mundial de Fútbol de 1938 | Francia | Cuarto puesto | 3        | 0     |
| Copa Mundial de Fútbol de 1950 | Brasil  | Tercer puesto | 5        | 0     |

### Participaciones enJuegos Olímpicos
| Torneo                            | Sede        | Resultado         | Partidos | Goles |
| --------------------------------- | ----------- | ----------------- | -------- | ----- |
| Juegos Olímpicos de Londres 1948  | Reino Unido | Medalla de Oro    | 4        | 0     |
| Juegos Olímpicos de Helsinki 1952 | Finlandia   | Medalla de Bronce | 4        | 0     |

### Reconocimiento
En 1950 fue galardonado con el Balón de Oro al mejor futbolista sueco del año.
En 2003 pasó a formar parte del paseo de la fama de la Federación Sueca de Fútbol como uno de los mejores futbolistas de Suecia. Fue elegido miembro número 7 en el Salón de la Fama del Fútbol Sueco. Allí se le presenta el siguiente texto descriptivo:
"Un jugador duradero que jugó semifinales en campeonatos internacionales durante tres décadas. Capitán del equipo nacional desde hace mucho tiempo, así como en el equipo dominante del club Malmö FF, donde jugó 326 partidos donde anoto 95 goles y dio 309 asistencias durante 19 años".

## Palmarés

### Ligas Nacionales
| Título              | Club     | País   | Año  |
| ------------------- | -------- | ------ | ---- |
| División 2 (Suecia) | Malmö FF | Suecia | 1934 |
| División 2 (Suecia) | Malmö FF | Suecia | 1935 |
| Allsvenskan         | Malmö FF | Suecia | 1943 |
| Allsvenskan         | Malmö FF | Suecia | 1948 |
| Allsvenskan         | Malmö FF | Suecia | 1949 |
| Allsvenskan         | Malmö FF | Suecia | 1950 |
| Allsvenskan         | Malmö FF | Suecia | 1952 |

### Copas nacionales
| Título         | Club     | País   | Año  |
| -------------- | -------- | ------ | ---- |
| Copa de Suecia | Malmö FF | Suecia | 1944 |
| Copa de Suecia | Malmö FF | Suecia | 1946 |
| Copa de Suecia | Malmö FF | Suecia | 1947 |
| Copa de Suecia | Malmö FF | Suecia | 1951 |
| Copa de Suecia | Malmö FF | Suecia | 1953 |

### Torneos internacionales
| Título           | Equipo (*)                    | Sede     | Año  |
| ---------------- | ----------------------------- | -------- | ---- |
| Juegos Olímpicos | Selección de fútbol de Suecia | Londres  | 1948 |
| Juegos Olímpicos | Selección de fútbol de Suecia | Helsinki | 1952 |

### Distinciones individuales
| Distinción                                  | Año  |
| ------------------------------------------- | ---- |
| Equipo de las Estrellas Mundial 1950        | 1950 |
| Balón de Oro Sueco                          | 1950 |
| Salón de la Fama del Futbol Sueco (Póstumo) | 2003 |